# Alopecia androgenetica
L'alopecia androgenetica (anche conosciuta come calvizie) è una tipologia di assottigliamento progressivo dei capelli dovuto a cause di tipo genetico. È una condizione parafisiologica cronica, che può essere gestita o rallentata più o meno efficacemente con alcuni farmaci assunti a tempo indeterminato, ma che, stando alle attuali conoscenze medico-scientifiche, non può essere guarita.

## Descrizione generale
Interessa il 50% degli uomini e il 20% delle donne a un certo stadio della loro vita. L'uomo tipicamente presenta una recessione dell'attaccatura alle tempie e perdita di capelli al vertice, mentre la donna normalmente ha un diradamento diffuso su tutta la parte alta dello scalpo. Fattori sia genetici che ambientali giocano un ruolo, tuttavia il complesso delle cause resta ignoto. La perdita di capelli androgenetica nell'uomo inizia sopra le tempie e al centro del cranio, anche detto calvaria. Man mano che progredisce, viene mantenuta una striscia di capelli ai lati e posteriormente alla testa. Questa condizione viene riferita come "corona ippocratica", e di rado progredisce verso una calvizie completa. L'alopecia androgenica nella donna viene colloquialmente riferita come 'calvizie femminile', benché le sue caratteristiche possano verificarsi anche negli uomini. Causa di solito un diradamento diffuso senza recessione dell'attaccatura, e come la controparte maschile raramente porta a una perdita di capelli completa (alopecia totalis). Sono state sviluppate delle scale per misurare il grado di alopecia nei soggetti affetti: la scala di Hamilton–Norwood per misurare il grado di calvizie nell'uomo e la scala di Ludwig per misurare il grado di calvizie nella donna.
Modelli di alopecia androgenetica in animali avvengono naturalmente, e sono stati sviluppati in topi transgenici,, scimpanzé, uacari (Cacajao rubicundus) e macachi (Macaca speciosa e Macaca arctoides), in cui il macaco dimostra la maggior incidenza e la maggior prominenza di perdita del pelo. Alcuni primati, come scimpanzé, macaco orsino e gorilla mostrano un progressivo diradamento del pelo sul capo una volta entrati nell'età adulta.

## Fisiopatologia
L'alopecia androgenetica è legata all'attività della 5alfa-reduttasi di tipo II, che trasforma il testosterone in diidrotestosterone. Endocrinopatie quali la carenza di GH, ipotiroidismo, menopausa, policistosi ovarica, tumori virilizzanti o terapie con androgeni. Il testosterone non ha alcuna azione dannosa nei confronti dei capelli, anzi, ne favorisce crescita e salute; gli unici androgeni che danneggiano il cuoio capelluto sono il diidrotestosterone e l'androstenedione, prodotti di conversione del testosterone. È oggi appurato che alti livelli di prolattina (lo stesso ormone che nelle donne produce il latte materno) favoriscono l'attività della 5alfa-reduttasi nella trasformazione del testosterone nei suoi sottoprodotti.
A oggi non è più misteriosa la causa della calvizie, anche se ancora si convive con credenze e miti difficilmente sradicabili nell'opinione di molti. È stato accertato che l'origine dell'alopecia androgenetica risiede nell'effetto degli ormoni androgeni nei bulbi dei capelli. Da notare che sono colpiti solo i bulbi predisposti, tipicamente localizzati nella regione frontale e nel vertice (vertex). Pertanto, la maggior parte delle persone colpite da alopecia androgenetica quasi sempre mantiene capelli sani nella zona della corona, che corrisponde alle aree occipitali e temporali del capo.
La miniaturizzazione del bulbo avviene per effetto della trasformazione del testosterone nel suo metabolita più attivo, il diidrotestosterone (DHT). La miniaturizzazione porta fino alla morte definitiva del bulbo e la perdita irreversibile del capello. L'enzima 5α reduttasi nelle sue forme chimiche di tipo I e II opera la trasformazione del nucleo delle cellule della papilla dermica e delle guaine epiteliali esterne. Per l'alopecia androgenetica la causa è il Diidrotestosterone (nome completo: 5α-Diidrotestosterone, abbreviato a 5α-DHT; INN: androstanolone). Esso è un metabolita biologicamente attivo dell'ormone testosterone. Esso oltre a promuovere la crescita del pelo corporeo e della barba, può influenzare negativamente la prostata e anche i capelli. Il DHT è prodotto dai maschi già nell'utero materno ed è responsabile della formazione dei caratteri del genere maschile. Il DHT contribuisce attivamente anche ad altre caratteristiche generalmente attribuite ai maschi, incluse la crescita dei peli e la profondità della voce.
Non c'è ancora l'assoluta certezza riguardo ai geni causanti l'alopecia androgenetica. Certamente sono responsabili i geni che controllano gli enzimi 5α reduttasi: sul cromosoma 5 risiede il gene che determina il recettore dell'enzima di tipo I, sul cromosoma 2 risiede il gene che determina il recettore dell'enzima di tipo II. La trasmissione ereditaria è comunque ovviamente molto più complessa. È stato dimostrato che la maggior parte dei geni coinvolti risiedono sul cromosoma X. Ossia quello che la madre trasmette al figlio maschio, o che madre e padre trasmettono alla figlia femmina. L'ereditarietà verso un figlio maschio è maggiore secondo il cromosoma X che la madre ha ereditato dal proprio padre, così la maggiore trasmissione avviene dal nonno materno al proprio nipote anziché da madre a figlio.
Nei bulbi della regione frontale e del vertice avvengono le seguenti situazioni caratteristiche dell'alopecia androgenetica. Diminuisce il tempo della fase anagen, e conseguentemente inizia prima la fase telogen. In un periodo di molti mesi o anni, la morte precoce dei bulbi arriva fino alla definitiva scomparsa dei capelli. Il processo patologico fondamentale consiste nell'accelerazione, sotto stimolo androgenico, della fase mitotica del ciclo pilare (anagen I-V) e nella conseguente riduzione della fase differenziativa, che è normalmente lunghissima. Essendo quest'ultima necessariamente incompleta, il fusto che ne deriverà sarà più sottile e corto (vellus).
Questo processo non avviene uniformemente ed è descritto nelle "fasi" della Scala Hamilton e della scala Norwood. Generalmente nell'uomo si assiste alla stempiatura, ossia nella parte frontale del capo i capelli diventano più fini e diradati. Successivamente lo stesso accade nel vertice. Infine la calvizie interessa tutta la parte superiore del capo. 
In età più avanzata si sovrappongono fenomeni atrofici del cuoio capelluto, che diventa sottile e lucido. In questa fase i vellus scompaiono. Un secondo processo patologico consiste nella perdita dell'individualità dei cicli papillari (caratteristica del cuoio capelluto adulto normale) e quindi della loro sincronizzazione. Questo fenomeno è dovuto alla riduzione della durata della fase di differenziamento. 
Un terzo fenomeno è l'aumento della fase di kenogen: quando il fusto del pelo si stacca alla fine del telogen, il follicolo è già occupato da un altro in anagen avanzato. Può comparire un intervallo tra la caduta del pelo in telogen e il suo rimpiazzo con il nuovo in anagen: durante tale intervallo fisiologico (kenogen), il follicolo rimane vuoto.
Nella calvizie androgenetica vengono persi soltanto i capelli nella regione frontale perché in questa zona la 5alfa-reduttasi è più attiva, quindi vi si concentra una maggiore quantità di DHT. Nonché per il fatto che è la parte più periferica della circolazione sanguigna del cuoio capelluto, e quindi quella che più va incontro all'atrofia dei vasi. 
A prescindere, è un fattore critico il nutrimento dei bulbi. Come suddetto, l'area più periferica della circolazione sanguigna è il cuoio capelluto.

## Decorso clinico
Si assiste a un diradamento, che può essere più o meno marcato e più o meno veloce, che nell'uomo è localizzato nella zona fronto temporale e/o alla chierica, mentre nella donna è quasi sempre distribuito su tutta la parte superiore della testa. Spesso si assiste a un parallelo aumento del pelo corporeo nell'uomo. Generalmente il paziente lamenta un aumento della caduta dei capelli. La patologia è poligenica, con penetranza completa, e si manifesta negli uomini molto più che nelle donne (le quali, generalmente, ne soffrono anche in età più avanzata, in quanto in genere la patologia si sviluppa dopo la menopausa).

## Diagnosi
Per diagnosticare questa patologia si utilizzano:
- stress test: in cui si valuta la caduta indotta da tiraggio
- tricogramma
- dermatoscopia:
- test di laboratorio per diagnosi differenziale con altre patologie (vedi TSH; T3; T4; DHT; GH; IGF-1)
- sebometria;
- esami del sangue, mineralogramma, che consentano di scoprire se il cattivo stato della nostra capigliatura dipende da carenza specifica (es: di ferro, zinco, selenio ecc.).

## Terapia
La calvizie può essere spesso affrontata con successo sia per via farmacologica che per via chirurgica.

### Farmacologica
Al 2024 esistono solamente due farmaci approvati per il trattamento dell'alopecia androgenetica: finasteride per os e minoxidil a uso topico, che rappresenta una valida alternativa alla finasteride, che può provocare diversi effetti collaterali..
Il farmaco più importante è la finasteride, un farmaco (approvato esclusivamente per il trattamento dell'alopecia androgenetica maschile dalla FDA statunitense nel 1997) inibitore della 5 alfa reduttasi di tipo II, prescritto in quantità di 1 mg/dì. La terapia va continuata per tutta la vita, poiché dopo alcuni mesi dalla sospensione i capelli torneranno a cadere e un'eventuale ripresa della terapia non porta agli stessi benefici.
Il farmaco impedisce la conversione del testosterone a diidrotestosterone (DHT), responsabile della caduta dei capelli. Gli effetti collaterali noti e riportati sul foglietto illustrativo sono: diminuzione della libido in vario grado fino all'impotenza, diminuzione del liquido seminale e/o quantità spermatica minore, diminuzione delle eiaculazioni, depressione, stanchezza cronica, riduzione del pene, fibrosi del pene e ginecomastia. Si tratta di effetti nella maggioranza dei casi risolvibili con la sospensione del farmaco, ma persistenti per una casistica inferiore.
Oltre a tali effetti collaterali la finasteride può provocare la sindrome post Finasteride.
Un altro farmaco molto utilizzato è il minoxidil, una sostanza inizialmente nata per la cura dell'ipertensione. Viene usato sul bulbo pilifero e agisce da stimolante. L'uso topico della sostanza non provoca alcun effetto collaterale. Circa il 40% dei pazienti ottiene risultati estetici positivi in vario grado, dal mantenimento alla ricrescita. L'uso è prolungato nel tempo perché una sua sospensione riporta i capelli a uno stadio preterapia. Gli effetti collaterali noti sono: ipotensione, infiammazioni, eritema e prurito.
A differenza della finasteride, però, non si segnala nessun effetto sistemico degno di nota.
Le xantine (tra cui la caffeina) possono essere utilizzate, topicamente e a concentrazioni variabili fino al 2,5%, nel trattamento precoce dell'alopecia androgenetica e sono assolutamente innocue.

### Sperimentali
In alcuni studi è stato visto che nelle donne l'assunzione sottocutanea di testosterone migliora la crescita dei capelli, probabilmente perché stimola i processi anabolici come la crescita dei capelli.
La caffeina si è rivelata in vitro uno stimolante della crescita capillare e antagonista dell'alopecia, tramite la stimolazione del testosterone e dell'enzima P450-aromatasi (che converte l'androstenedione in estradiolo) (vita del capello superiore di circa il 40%, fra campione trattato con caffeina e campione di controllo con aumenti del testosterone, in basse concentrazioni fra lo 0,001 e lo 0,005%), spiegato come un'inibizione della fosfodiesterasi. Uno degli ultimi effetti della caffeina nell'organismo è il deposito nel cuoio capelluto: soltanto dopo l'equivalente di 60 tazze di caffè questa sostanza inizierebbe ad arrivare nei capelli e indurre qualche effetto. Inevitabilmente, la caffeina viene introdotta con prodotti a uso topico che, specialmente per gli shampoo, presentano il problema di uno scarso assorbimento della caffeina nel cuoio capelluto, insufficiente anche solo per iniziare un'azione di contrasto dell'alopecia (un rimedio possono essere impacchi lasciati a contatto coi capelli per un adeguato periodo di tempo).
Caffeina e teobromina (e le altre xantine) hanno la proprietà nota da tempo di inibire la fosfodiesterasi, enzima che catalizza la conversione del cAMP in 5 AMP (inattivo), cui consegue pertanto l'accumulo intracellulare di cAMP (senza una sua aumentata produzione), che agisce attivando il sistema delle proteine chinasi e modulando la disponibilità energetica per le sintesi proteiche del capello. Applicazioni topiche di queste xantine, prive di effetti collaterali, si utilizzano in concentrazioni variabili dallo 0,2 al 2%, molto più alte per tenere conto dello scarso assorbimento nel cuoio capelluto, nel tentativo di allungare la fase anagen durante il defluvio androgenetico.

Poiché il cAMP è necessario alla lipolisi, creme a base di xantine sono utilizzate anche per stimolare la mobilizzazione degli acidi grassi nel tessuto adiposo, nel quale non esistono problemi particolari di assorbimento data la maggiore liposolubilità di queste sostanze (Hidrophilic-Lipophilic Balance favorevole). Anche in questo caso, l'uso topico sembra non avere controindicazioni poiché l'assorbimento transdermico non mostra concentrazioni ematiche (non raggiunge il sangue) tali da indurre effetti sistemici.
Il progesterone e l'estrone topici possono essere applicati topicamente con successo, in quanto inibiscono l'attività 5α-reduttasica. Si è dimostrata efficace in qualche caso l'applicazione topica di idrocortisone butirrato.
Sui topi un significativo recupero del follicolo pilifero è avvenuto tramite una combinazione di iniezioni tipiche di cellule staminali mesenchimali (del tessuto adiposo) con adenosintrifosfato.Al 2025 altri tipi di terapia con cellule staminali (follicolari, derivate dal midollo osseo, dal cordone ombelicale, ecc.) sono in fasi diverse della ricerca.

### Chirurgica
Alternativa o complementare alla terapia medica è quella chirurgica, cioè l'autotrapianto di capelli. L'intervento, se effettuato da chirurghi competenti, aggiornati sempre sulle nuove tecniche, con un'esperienza provata e con alle spalle diversi interventi chirurgici, dà quasi sempre ottimi risultati (in base anche allo stato di partenza, al diametro dei capelli del paziente, ecc.) in quanto vengono utilizzati capelli della regione parietale e occipitale, non soggetti a miniaturizzazione poiché resistenti all'azione degli ormoni androgeni.
La tecnica consiste nel "taglio" di una striscia di capelli, che sono poi ritagliate in parti molto più piccole e impiantate nella zona soggetta a calvizie. La tecnica dell'autotrapianto ha avuto significativi progressi negli ultimi 50 anni. La dimensione delle regioni impiantate sono diventate sempre più piccole, fino a raggiungere il singolo capello.
Nuove tecniche chirurgiche come FUE (Follicular Unit Extraction) e DHI (Direct Hair Implantation) sono entrambe tecniche moderne di trapianto di capelli utilizzate per trattare la perdita di capelli nelle persone. La differenza principale tra i due metodi risiede nel modo in cui i follicoli piliferi vengono estratti e impiantati.
Esitando in una seduta chirurgica di poche ore, senza dolori durante la procedura, l'autotrapianto viene effettuato attraverso il prelievo dalle zone occipitali e traspianto nelle zone dove c'è carenza di follicoli. Il recupero totale dei follicoli avviene dopo 8-9 mesi dalla procedura.

## Risvolti sociali

### Leggende urbane
Ci sono diverse credenze legate alla calvizie, alle sue cause, e la sua relazione con la propria virilità, intelligenza, etnia, lavoro, classe sociale, benessere ecc.
Benché vadano viste con grande scetticismo mancando di validità scientifica, alcune di queste leggende possono basarsi su un grado di verità, e sono tuttavia perpetuate e spesso credute vere.
La ricerca suggerisce che il gene dei recettori androgeni, che è significante nel determinare la probabilità di calvizie, è localizzato nel cromosoma X e quindi è sempre ereditato dal lato della madre negli uomini.
C'è una probabilità del 50% che una persona condivida lo stesso cromosoma X del padre di sua madre. Dato che la donna ha due cromosomi X, ha due copie del gene del recettore androgeno mentre l'uomo ne ha una sola.
Tuttavia, la ricerca mostra anche che una persona con un padre calvo ha anche una probabilità notevolmente maggiore di diventare calva. Gli uomini i cui padri sono affetti da alopecia hanno una probabilità 2,5 volte maggiore di esserne soggetti a loro volta, a prescindere dal lato materno.
Per via del fatto che il testosterone aumenta, è stata avanzata l'idea che il sollevamento pesi e altre forme di esercizio aumentino la caduta di capelli in individui predisposti.
Benché studi scientifici supportino una correlazione tra esercizio fisico e testosterone, nessuno studio specifico ha trovato un collegamento tra esercizio fisico e calvizie.
Tuttavia alcuni hanno trovato una relazione tra uno stile di vita sedentario e calvizie, suggerendo che un certo grado di esercizio sia benefico.
È possibile che il tipo o la quantità di esercizio possa influenzare la caduta; ulteriori studi sarebbero necessari.
Si noti che i livelli di testosterone non sono un buon indicatore di calvizie, e diversi studi mostrano paradossalmente basso testosterone in persone calve, benché la ricerca su queste implicazioni sia limitata.
Questa nozione potrebbe essere nata dal fatto che il colesterolo è coinvolto nel processo di neurogenesi, ed è anche il materiale base con cui il corpo produce il DHT.
Benché la nozione che gli uomini calvi sono più intelligenti possa mancare di credibilità nel mondo moderno, nel mondo antico se una persona era calva era probabile che avesse avuto un apporto adeguato di grassi nella sua dieta.
Quindi, il suo sviluppo mentale non era stato ostacolato dalla malnutrizione durante la fase cruciale degli anni formativi, era più probabile che fosse benestante, e che quindi avesse avuto accesso a una educazione formale.
Tuttavia, è meno probabile che uno stile di vita sedentario sia correlato con l'intelligenza nel mondo moderno, e nei paesi sviluppati il contenuto di grassi nella dieta non è più legato a una classe di reddito.
Un'altra possibilità è che per alcune persone, lo status sociale ottenuto con l'intelligenza possa compensare un'attraenza fisica diminuita a causa della calvizie, che porta a una discendenza inclinata sia verso un intelletto sviluppato che la calvizie. Comunque, tramite una posizione socioeconomica migliore e di conseguenza maggior accesso a trattamenti anti calvizie, un'associazione tra intelligenza e caduta di capelli è meno probabile in tempi recenti.
È dimostrato come lo stress emotivo acceleri la calvizie in individui geneticamente suscettibili.
Stress dovuto a privazione del sonno in reclute militari si è visto come abbia abbassato i livelli di testosterone, ma non si è notato un effetto sul SHBG. Quindi, lo stress dovuto a questo motivo in maschi sani è improbabile aumenti il DHT, che causa alopecia androgenetica.Se possa causare perdita di capelli attraverso altri meccanismi non è chiaro.
I livelli di testosterone libero sono fortemente collegati alla libido e anche ai livelli di DHT, ma a meno di casi di testosterone libero virtualmente non esistente, non è stato dimostrato come questo influenzi la virilità.
Gli uomini con alopecia androgenetica sono più portati ad avere un'alta baseline di androgeni liberi. Tuttavia, l'attività sessuale è multifattoriale, e il profilo androgenetico non è l'unico fattore determinante nella calvizie.
Inoltre, dato che la calvizie è progressiva e il testosterone libero cala con l'età, lo stato dei capelli di un uomo potrebbe essere più indicativo del suo passato che della sua predisposizione presente.
Contrariamente a questa leggenda urbana, uno studio inoltre riporta che le persone con calvizie hanno meno testosterone e più FSH, LH e prolattina rispetto alle persone che non presentano calvizie.
Ci sono diverse idee sbagliate a proposito di cosa può aiutare a prevenire la caduta di capelli, e una di queste è che la mancanza di attività sessuale automaticamente previene la caduta di capelli.
Benché una correlazione diretta e provata esista tra una aumentata frequenza di eiaculazioni e aumentati livelli di DHT, come mostrato in un recente studio della Harvard Medical School, lo studio suggerisce che la frequenza di eiaculazioni è un segno, piuttosto che una causa, di livelli maggiori di DHT. Inoltre, la calvizie è geneticamente determinata e teoricamente si dovrebbe verificare anche a bassi livelli di DHT.
Un altro studio mostra che benché l'eccitazione sessuale e l'orgasmo indotto da masturbazione incrementi la concentrazione di testosterone durante l'orgasmo, queste componenti riducono la concentrazione media di testosterone (specialmente prima di un periodo di astinenza), e dato che circa il 5% di testosterone è convertito in DHT, l'eiaculazione non alza il livello di DHT.
L'unico studio pubblicato per testare una correlazione tra frequenza di eiaculazioni e calvizie fu probabilmente abbastanza ampio da rilevare un'associazione (1390 soggetti) e non ha trovato correlazione, benché le persone calve avessero avuto meno partner sessuali. Uno studio potrebbe non essere bastato, specialmente riguardo alla calvizie, dove anche l'età introduce una complessità. Lo stato civile è stato mostrato in alcuni ma non tutti gli studi come influenzi la calvizie in studi cross-sezione (NHANES1).
Benché questa sia una credenza, una circolazione sanguigna aumentata al cuoio capelluto potrebbe teoricamente fornire ai follicoli piliferi più nutrienti per crescere un pelo forte e sano.
Sfortunatamente, tutto il nutrimento di cui il follicolo ha bisogno viene già fornito durante la normale posizione eretta, dato che la pelle del cuoio capelluto stesso, in condizioni normali, non soffre di mancanza di apporto sanguigno. Questa credenza è stata riportata nel libro Open di Andre Agassi del 2009, dove l'autore, sofferente di calvizie anch'egli, racconta di questa improbabile tecnica messa in atto dal fratello maggiore, naturalmente senza esito positivo.
Benché questa sia una leggenda, i cappelli possono rovinare il capello e, in misura minore, causare doppie punte. Il fatto che anche persone che non indossano mai cappelli possono essere colpite da alopecia androgenetica toglie credibilità a questa credenza. Spesso in caso di "stempiatura" maschile durante l'adolescenza (recessione bitemporale) viene ritenuto responsabile l'uso del casco motociclistico, un'altra credenza piuttosto diffusa. Siccome i cappelli non sono lavati frequentemente come gli altri vestiti, possono anche portare sporcizia sul cuoio capelluto e possibili contaminazioni di Pityrosporum ovale (malassezia) in persone con cuoio capelluto tendente al grasso. Alcune infezioni del cuoio capelluto, se non curate, possono portare a caduta dei capelli.
Gel e prodotti per capelli non causano calvizie, così come non la causano shampoo, lavaggi frequenti, o la forfora. Alcune persone tuttavia trattano i capelli con piastre e strumenti per arricciare, il che potrebbe accelerare il processo.
La causa della calvizie androgenetica è interna, non esterna. Allo stesso modo, non hanno effetto i lettini solari.
Se la calvizie non è diagnosticata, potrebbe essere normale perdere parecchi capelli ogni giorno, in quanto se il capello è sano ricrescerà.
In realtà il capello reagisce meglio al pettine che alla spazzola. In ogni caso, spazzolare i capelli al massimo provocherà doppie punte, non calvizie.
È un'illusione, creata dal fatto che il capello ha una circonferenza maggiore alla base dello scalpo. Tagliare i capelli non influenza la ricrescita in alcun modo.
Lavare la testa in acqua fredda tutte le mattine può migliorare la circolazione ma non influenza la calvizie.
Secondo diverse fonti, il numero di follicoli con cui un individuo nasce è immodificabile.I follicoli piliferi vengono generati durante lo sviluppo fetale, e non vengono creati nuovi follicoli dopo la nascita.
Neanche il trapianto di capelli aumenta questo numero, semplicemente riposiziona i follicoli esistenti sullo scalpo. Esistono tuttavia ricerche che mirano alla creazione di nuovi follicoli piliferi.
Tecnicamente è vero, dal momento che la causa è la sensibilità dei follicoli agli ormoni, non la presenza degli ormoni stessi, e persone non calve hanno gli stessi ormoni probabilmente agli stessi livelli. Tuttavia, squilibri ormonali possono causare una perdita temporanea, come è comune per esempio nelle donne dopo una gravidanza.

### Percezione sociale
Nel libro del 2001 Hair! Mankind's Historic Quest to End Baldness, l'autore Gersh Kuntzman descrive ironicamente la storia sociale della calvizie, apparentemente ridicolizzando i vani tentativi di combatterla e perpetuando l'idea secondo cui la calvizie dovrebbe venire accettata come un normale processo dell'invecchiamento.
La calvizie e i suoi farmaci: minoxidil e finasteride è stata oggetto di ampi fenomeni di mercificazione della malattia al fine di migliorare le quote di mercato degli stessi farmaci.
Inoltre, con l'utilizzo della finasteride nella calvizie si è assistito a un aumento sui media (N.d.t. in Australia) del messaggio
(Dichiarazione del portavoce della Merck.)
 Ciò con l'evidente e palese intento di sollevare l'interesse dei calvi verso le possibili opzioni terapeutiche, pur senza agire direttamente con la pubblicità su di essi, ma sfruttando il canale medico come fattore sensibilizzante i possibili consumatori.